# Fôlego (álbum de Ao Cubo)
Fôlego é o quinto álbum de estúdio do grupo de rap brasileiro Ao Cubo, lançado em outubro de 2016 pela gravadora Sony Music Brasil.
Primeiro disco da banda somente com canções inéditas desde Um por Todos (2009), o disco reuniu várias participações. Dentre elas, Péricles, Ton Carfi e Kivitz. A primeira canção divulgada foi "Abraço".

## Faixas
1. "Largado no Sofá"
2. "Palmas"
3. "Abraço"
4. "Cópia"
5. "Fôlego"
6. "Tudo Nosso"
7. " Levanta e Vai
8. "Meu Chamado"
9. "Pela Rua / Pelo Reino"
10. "Liberdade"
11. "Janela"
12. "Saudades"
13. "Mãos ao Alto"